# Pierre Albertini (homme politique)
Pour les articles homonymes, voir Albertini et Pierre Albertini.
Pierre Albertini, né le 22 novembre 1944 à Batna (Algérie), est un juriste et homme politique français.
Longtemps membre de l'Union pour la démocratie française (UDF), il est maire de Mont-Saint-Aignan de 1980 à 2001, puis député de la 2e circonscription de la Seine-Maritime entre 1993 et 2007.
En 2001, il devient maire de Rouen. Candidat à un second mandat lors des élections municipales de 2008, il voit sa liste de centre droit battue dès le premier tour par celle de la socialiste Valérie Fourneyron. Il se retire de la vie politique après cette défaite.

## Situation personnelle
Né dans une famille originaire du village corse de Carticasi, Pierre Albertini a vécu son enfance en Algérie française. Il est rapatrié en France métropolitaine en septembre 1958.

## Carrière professionnelle
Après l'obtention de deux DES (science politique et droit public) à l'université de Caen, il soutient une thèse en droit public à l'université de Rouen en 1974. Il a aussi séjourné à la Leavey School of Business and Administration de l'université de Santa Clara, aux États-Unis.
Il entame sa carrière universitaire en 1968, après sa nomination comme assistant. Par la suite, il est maître-assistant puis maître de conférences avant de devenir professeur de droit public en 1987.
Enseignant à la faculté de droit de l'université de Rouen, il est considéré comme un spécialiste du droit constitutionnel. Ses recherches concernent aussi le droit de l'urbanisme, le droit des collectivités locales et l'environnement politique normand.
En tant que juriste, il est l'auteur de cinq ouvrages et de plusieurs dizaines d'articles. De plus, cinq thèses ont été soutenues sous sa direction.

## Parcours politique

### Débuts à Mont-Saint-Aignan
En 1971, il est élu conseiller municipal de Mont-Saint-Aignan sur la liste du maire sortant Alain Brajeux. Trois ans plus tard, il est nommé adjoint au maire chargé de l'urbanisme et des travaux.
Il adhère à l'Union pour la démocratie française en 1979 afin de soutenir la liste conduite par Simone Veil aux élections européennes.
Le 13 juin 1980, après la démission d'Alain Brajeux, il est élu maire de Mont-Saint-Aignan par les membres du conseil municipal. Les élections de 1983, de 1989 et de 1995 sont successivement remportées par ses listes.
En 1988, il est candidat aux élections législatives pour la deuxième circonscription de la Seine-Maritime, sous les couleurs de l'UDF. Après avoir légèrement devancé le socialiste Dominique Gambier au premier tour (39,9 % contre 39,4 %), il est battu de peu par ce dernier.

### Député de la Seine-Maritime
Cinq ans après son échec, Pierre Albertini se présente de nouveau aux élections législatives. Il bat finalement le député socialiste sortant Dominique Gambier avec 58,2 % des voix.
Il siège au sein du groupe UDF.
Réélu député après la dissolution de l'Assemblée nationale en 1997, il intègre la commission des lois dont il est vice-président de 1998 à 2002.
Il est réélu député le 16 juin 2002 pour la XIIe législature. Il devient ensuite membre de la commission des finances.
Entre 2002 et 2007, il est juge titulaire de la Haute Cour.

### Maire de Rouen
À l'approche des élections municipales de 2001, Pierre Albertini se porte candidat à la mairie de Rouen. Sans concurrence après l'abandon de Jean-Louis Bourlanges, il obtient l'investiture du centre droit pour être le principal adversaire du maire socialiste sortant Yvon Robert,.
Le 18 mars 2001, lors du second tour, sa liste obtient 51,25 % des voix face à celle d'Yvon Robert. Grâce à cette victoire facilitée notamment par la division de la gauche que les sondages donnaient pourtant gagnante, le centrisme retrouve sa position dominante dans une ville marquée par l'héritage de Jean Lecanuet. Pierre Albertini est formellement élu par le conseil municipal le 25 mars suivant.
Son mandat de maire est marqué par plusieurs actions auxquelles la municipalité prend part comme : 
- la mise en service de la ligne T1 du Transport est-ouest rouennais (TEOR) inauguré par son prédécesseur[11] ;
- la réforme des conseils de quartier pour les doter de nouveaux droits[12] ;
- l'édification d'une médiathèque installée dans le quartier Grammont[13];
- la création du système de location de vélos en libre-service Cy'clic[14].

Peu avant les élections municipales de 2008, il annonce sa candidature à un second mandat. Il constitue une liste profondément renouvelée qu'il veut « ouverte et pluraliste » alors que sa principale opposante, la socialiste Valérie Fourneyron, bénéficie d'une large avance dans les sondages en prévision du scrutin municipal,. Dans un contexte difficile pour les élus du centre et de la droite, les détracteurs du maire sortant profitent de la campagne pour reprocher à celui-ci son tempérament « solitaire » voire « autoritaire » dans la conduite des projets municipaux,,.
Soutenue notamment par le MoDem et l'UMP, la liste de Pierre Albertini obtient 38,10 % des voix lors du premier tour le 9 mars 2008, contre 55,79 % pour celle de la socialiste Valérie Fourneyron. Celle-ci succède donc au maire défait lors du conseil municipal du 15 mars suivant.
Dans une interview accordée au quotidien Paris-Normandie, il explique son échec par son soutien à la candidature présidentielle de Nicolas Sarkozy quelques mois plus tôt. Estimant que les électeurs l'ont considéré comme « [le] représentant [du président de la République] à Rouen », il se dit victime d'un vote sanction découlant de l'actualité politique nationale tout en indiquant qu'il préfère mettre un terme à ses activités politiques.

### Retrait de la vie politique
Démissionnaire du conseil municipal de Rouen après sa défaite, il se retire effectivement de la vie politique. Il fait néanmoins partie de l'équipe de campagne de François Bayrou pour l'élection présidentielle de 2012. L'hebdomadaire Valeurs actuelles le présente même comme la « plume » du candidat centriste dont il s'était pourtant éloigné dès 2007.
En octobre 2013, il annonce son éventuel retour en politique à l'occasion des élections municipales rouennaises de 2014. Il propose alors de conduire une liste unique rassemblant le centre et la droite pour éviter la dispersion des voix,,. Les candidats déclarés de ces deux blocs, Patrick Chabert (UDI) et Jean-François Bures (UMP), écartent toutefois cette suggestion de l'ancien maire, qui renonce à ses ambitions de retour.

## Prises de position
Lors du débat portant sur le PACS, contre lequel il a finalement voté en 1998, il dépose une proposition de loi créant un « certificat de vie commune » destiné aux couples homosexuels et hétérosexuels.
En 2000, alors qu'il est vice-président de la commission des Lois de l'Assemblée nationale, il se dit favorable à la convocation d'un référendum pour l'instauration du quinquennat présidentiel.
À plusieurs reprises, il suggère l'institution d'une communauté urbaine composée des communes de Rouen, d'Elbeuf, de Louviers et de Val-de-Reuil,.
Partisan de François Bayrou lors de l'élection présidentielle de 2007, il collabore à l'écriture du programme législatif de l'UDF. Après le premier tour du 22 avril et l'élimination de son candidat, il est le premier député du parti centriste à soutenir Nicolas Sarkozy. Celui-ci l'invite à s'exprimer lors d'une réunion publique au Zénith de Rouen, le 24 avril suivant. À cette occasion, il dit constater « une très forte convergence sur les grands objectifs » qui le pousse à voter en faveur du candidat de droite sans pour autant « renier en aucune manière ni [son] parcours ni [ses] valeurs ».
Le 10 mai 2007, il refuse de contribuer à la création du Mouvement démocrate et fait savoir qu'il renonce à toute appartenance partisane pour « rejoindre le peuple, très largement majoritaire dans notre pays, des Français n'appartenant à aucun parti politique »,. Il ne fait pas non plus partie des fondateurs du Nouveau Centre, dont il soutient néanmoins le candidat dans sa circonscription pour les élections législatives.

## Détail des mandats et fonctions

### Au Parlement
- 2 avril 1993 – 20 juin 2007 : député de la 2e circonscription de la Seine-Maritime.
- 1er octobre 1998 – 18 juin 2002 : vice-président de la commission des lois de l'Assemblée nationale.
- 23 octobre 2002 – 19 juin 2007 : juge titulaire de la Haute Cour.

### Au niveau régional
- 1992 – 1994 : vice-président du conseil régional de Haute-Normandie.

### Au niveau local
- 1974 – 1980 : adjoint au maire de Mont-Saint-Aignan.
- 13 juin 1980 – 18 mars 2001 : maire de Mont-Saint-Aignan.
- 25 mars 2001 – 15 mars 2008 : maire de Rouen.

### Autres fonctions
- Délégué général de l'Association des villes universitaires de France (AVUF).

## Résultats électoraux

### Élections législatives
| Année | Parti  | Parti | Circonscription         | Premier tour | Premier tour | Premier tour | Second tour | Second tour | Second tour |
| Année | Parti  | Parti | Circonscription         | Voix         | %            | Rang         | Voix        | %           | Issue       |
| ----- | ------ | ----- | ----------------------- | ------------ | ------------ | ------------ | ----------- | ----------- | ----------- |
| 1988  |        | UDF   | 2e de la Seine-Maritime | 18 166       | 39,98        | 1er          | 24 907      | 49,85       | Battu       |
| 1993  | 20 176 | UDF   | 2e de la Seine-Maritime | 39,09        | 1er          | 29 209       | 58,23       | Élu         |             |
| 1997  | 18 015 | UDF   | 2e de la Seine-Maritime | 35,03        | 1er          | 27 970       | 51,99       | Élu         |             |
| 2002  | 25 163 | UDF   | 2e de la Seine-Maritime | 46,48        | 1er          | 29 119       | 58,08       | Élu         |             |

### Élections municipales
| Année | Nuance | Nuance | Commune | Position      | Premier tour | Premier tour | Premier tour | Second tour | Second tour | Second tour | Sièges  |
| Année | Nuance | Nuance | Commune | Position      | Voix         | %            | Rang         | Voix        | %           | Rang        | Sièges  |
| ----- | ------ | ------ | ------- | ------------- | ------------ | ------------ | ------------ | ----------- | ----------- | ----------- | ------- |
| 2001  |        | DVD    | Rouen   | Tête de liste | 10 654       | 35,55        | 1er          | 16 293      | 51,25       | 1er         | 42 / 55 |
| 2008  |        | MC     | Rouen   | Tête de liste | 12 715       | 38,10        | 2e           |             |             |             | 11 / 55 |

## Distinctions
- Chevalier de l'ordre des Palmes académiques
- Chevalier de la Légion d'honneur (en 2012, au titre de son engagement au sein de l'Enseignement supérieur)

## Ouvrages
- Le Droit de dissolution et les systèmes constitutionnels français, Paris, Presses universitaires de France, 1978, 409 p.
- La Crise du politique : les chemins d'un renouveau, Paris, L'Harmattan, 1997, 165 p. (ISBN 2-7384-5985-4, OCLC 468328403).
- Pierre Albertini et Isabelle Sicart, Histoire du septennat, Paris, Economica, coll. « Mieux connaître », 2001, 141 p. (ISBN 2-7178-4181-4, OCLC 406893185).
- Destin rouennais, Rouen, P. Albertini, 2007, 127 p. (ISBN 978-2-9530794-0-1, OCLC 470988945).
- La France est-elle gouvernable ?, Paris, L'Harmattan, 2011, 218 p. (ISBN 978-2-296-13939-8, OCLC 703210983, lire en ligne).
- La Crise de la loi : déclin ou mutation ?, Paris, Lexis Nexis, 2015, 366 p. (ISBN 978-2-7110-2216-8, OCLC 903597154).
- Disgrazia, Paris, Les Éditions Baudelaire, 2018, 212 p. (ISBN 9791020320827).
- Giscard : Le président qui osa, Paris, L'Archipel, 2024, 320 p. (ISBN 9782809847840).